# مقاطعة دان (ويسكونسن)
مقاطعة دان (بالإنجليزية: Dane County, Wisconsin)‏ هي إحدى مقاطعات ولاية ويسكونسن في الولايات المتحدة. تأسست سنة 1836، وتبلغ مساحتها 1,238 ميل مربع (3,210 كـم2)، بلغ عدد سكانها 503523 نسمة في عام 2010 حسب إحصاء مكتب تعداد الولايات المتحدة .

## أعلام
- وليم مورفي
- ليونارد جي. وولف
- ويليام روبرت تايلور

## وصلات خارجية
- الموقع الرسمي
- United States Counties